# Grenki sadeži pravice
Grenki sadeži pravice (COBISS) je drama Milana Jesiha, izšla je leta 1978 pri založbi Obzorja.

## Vsebina
Nastopajo štiri osebe, dva fizično pohabljena človeka, Grbavec in Gobavec, in dve osebi označeni zgolj v funkcionalnem razmerju, Jemavec in Dajavec. Te osebe niso pravi dramski karakterji, saj se njihova vloga menjava iz prizora v prizor. V 58 prizorih odigrajo kar 140 vlog. Spol osebe ni določen in se spreminja. Z mnogimi različnimi prizori in prizorišči se razbija prostor in čas, pa tudi kontinuiteta dogajanja. Tako avtorsko hotenje sicer razbije celoto na posamezne sekvence, vendar vse te sekvence skupaj šele omogočajo celovito doživetje Jesihove interpretacije življenja. Te sekvence so v bistvu stanja, ki obražunavajo - po lestvici od igrivosti, humornosti, grotesknosti do absurda - z najrazličnejšimi eksistencialno-socialnimi kvalitetami, tako da se nam pokaže svet in življenje v njem kot igra in kot nesmisel hkrati.